# Conventikel

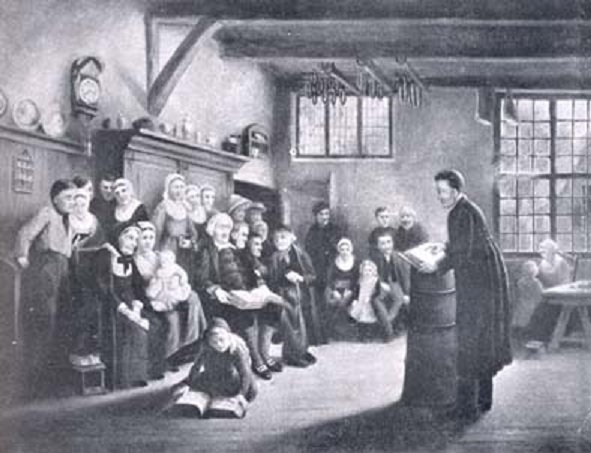
Conventikelbijeenkomst in Midwolda rond 1840

Conventikels of gezelschappen vormden een wijdverbreid verschijnsel in het Nederland van de achttiende en negentiende eeuw. Er waren gezelschappen op allerlei terrein, bijvoorbeeld op onderwijskundig gebied, maar het bekendst zijn toch de godsdienstige gezelschappen geworden.
Met name in de kring van bevindelijk gereformeerden zijn de conventikels belangrijk geweest. Ze vonden hun oorsprong in de beweging van de Nadere Reformatie, waar ze begonnen als een vorm van volwassenencatechese. In de loop der achttiende eeuw werden het steeds meer bijeenkomsten waarop de leden geestelijke ervaringen uitwisselden. Soms kwamen ze door een kritische houding meer of minder buiten de officiële Kerk te staan, die men te vrijzinnig achtte, terwijl de Kerk van haar kant vaak kritisch stond ten opzichte van lidmaten die met groepjes gelijkgezinden ongrijpbare, en soms 'kerkachtige' bijeenkomsten hielden. Toen de overheid in 1816 haar greep op de Nederlandse Hervormde Kerk flink verstevigde, betekende dit een moeilijke tijd voor de gezelschappen: ze werden in het gunstigste geval gedoogd, maar soms verboden en vervolgd.
In de gezelschappen ontwikkelde zich een bijzondere taalvorm, de Tale Kanaäns, die voor buitenstaanders bijdroeg aan het beeld van ongrijpbaarheid. Deze taal ontstond uit de omgang met de aloude Statenvertaling van 1637 en de nog oudere psalmberijming van Datheen uit 1566, maar nam ook tal van versteende zegswijzen en uitdrukkingen uit het achttiende-eeuwse Nederlands op. De 'Tale Kanaäns' is dermate complex en veelzijdig dat er 'woordenboeken' en 'grammatica's' van zijn verschenen, zoals in 1972 'De weg in woorden' van C. van de Ketterij, die in dit boek een poging heeft ondernomen niet alleen de taalstructuur, maar ook heel het achterliggende 'geloofssysteem' van de 'Tale Kanaäns' in één grote greep in kaart te brengen.
Bij de Afscheiding van 1834 fungeerden bestaande conventikels geregeld als kern van de afgescheiden gemeenten. De Afscheiding is dan ook wel beschreven als de 'coming out' van de gezelschappen. Hoewel het gros van de gezelschapsleden uit laagopgeleiden bestond, waren soms ook hooggeplaatsten, aristocraten en zelfs predikanten voor kortere of langere tijd lid van een gezelschap.
Conventikels zijn in de loop van de twintigste en eenentwintigste eeuw een randverschijnsel geworden. Op deze bijeenkomsten, al dan niet begeleid door een gezamenlijke maaltijd, spreekt men over de eigen innerlijke beleving van de Bijbelse boodschap. Ook kan op dergelijke bijeenkomsten iets worden gelezen, uit de Bijbel of uit een bevindelijke schrijver, of worden gezongen. De conventikels fungeren als aanvulling op het bijwonen van de reguliere kerkdiensten, dit in tegenstelling tot de bijeenkomsten van de thuislezers, die op zondag in plaats van kerkdiensten plaatsvinden. Leden van conventikels komen jaarlijks bijeen op de 'gezelschapsdag'.
In de literatuur hebben conventikels een slechte naam. Schrijfsters Betje Wolff en Aagje Deken dreven er al de spot mee, maar ook de predikant D.H. van de Vliet is in zijn boek Neveldijk uit 1925 zeer kritisch over deze bijeenkomsten. Jan Siebelink schetst in zijn roman Knielen op een bed violen een intens beeld van de belevingswereld in het gezelschapsmilieu.